# Reznos
Reznos ist ein Ort und eine Gemeinde (municipio) mit insgesamt nur noch 22 Einwohnern (Stand: 2024) im Osten der nordspanischen Provinz Soria in der autonomen Region Kastilien-León. Der Ort gehört zur bevölkerungsarmen Serranía Celtibérica.

## Lage und Klima
Der auf einem Hügel gelegene Ort Reznos befindet sich in einer Höhe von etwa 1055 m nahe der Grenze zur Provinz Saragossa in der Autonomen Region Aragonien. Bis zur Provinzhauptstadt Soria sind es gut 50 km in nordwestlicher Richtung. Sehenswert sind auch die Nachbarorte Deza (ca. 20 km südlich) und Ciria (ca. 9 km nordöstlich). Das Klima ist im Winter rau, im Sommer dagegen gemäßigt bis mild; Regen (ca. 555 mm/Jahr) fällt übers Jahr verteilt.

## Bevölkerungsentwicklung
| Jahr      | 1857 | 1900 | 1950 | 2001 | 2019 |
| Einwohner | 469  | 458  | 271  | 42   | 32   |

Infolge der Mechanisierung der Landwirtschaft, der Aufgabe bäuerlicher Kleinbetriebe („Höfesterben“) und des daraus resultierenden geringeren Arbeitskräftebedarfs ist die Einwohnerzahl der hoch gelegenen Gemeinde seit Beginn des 20. Jahrhunderts, vor allem aber seit den 1950er Jahren stark zurückgegangen.

## Wirtschaft
Das kleine Bergdorf war und ist in hohem Maße von der Landwirtschaft geprägt. In früheren Zeiten diente der Ort auch als Handwerks- und Marktzentrum für die Einzelgehöfte und Weiler der Umgebung. Seit der Mitte des 20. Jahrhunderts spielt der Tourismus (Wandern und Ferienwohnungen) eine wichtige Rolle als Einnahmequelle der Gemeinde.

## Geschichte
Der heutige Ort lag am Ostrand des Siedlungsgebiets der keltischen Arevaker; in antiker Zeit lag er etwa auf halbem Wege zwischen den Römerstädten Calatayud und Numantia. Vom 8. bis zum 11. Jahrhundert gehörte der Ort zum islamisch-maurischen Einflussbereich.

## Sehenswürdigkeiten
- Die Außenmauern der spätgotischen Kirche San Andrés bestehen – abgesehen von den exakt behauenen Ecksteinen – aus unverputzten Bruchsteinen. Lediglich der schlanke, in der Barockzeit hinzugefügte obere Teil des Glockenturms (campanario) wurde aus Ziegelsteinen gemauert. Das Innere der Kirche ist dreischiffig. In der Südwand befinden sich mehrere ziegelsteingerahmte Rundfenster.
- Die am Ortsrand gelegene einschiffige Ermita de la Virgen de la Fuente entstand etwa gleichzeitig und zeigt vergleichbare architektonische Details.